# Hangover Music Vol. VI
Hangover Music Vol. VI utkom 2004 och är det femte studioalbumet av heavy metal-bandet Black Label Society.

## Låtlista
1. "Crazy or High" - 3:34
2. "Queen of Sorrow" - 4:15
3. "Steppin' Stone" - 4:54
4. "Yesterday, Today, Tomorrow" - 3:43
5. "Takillya (Estyabon)" - 0:39
6. "Won't Find It Here" - 6:26
7. "She Deserves a Free Ride (Val's Song)" - 4:19
8. "House of Doom" - 3:46
9. "Damage Is Done" - 5:20
10. "Layne" - 5:15
11. "Woman Don't Cry" - 5:39
12. "No Other" - 4:59
13. "A Whiter Shade of Pale" - 5:08 (Procol Harum-cover)
14. "Once More" - 4:10
15. "Fear" - 4:38

## Medverkande
- John "J.D." DeServio - bas (spår 2, 9, 10, 14)
- Mike Inez - bas (spår 1)
- James LoMenzo -  bas (spår 3, 4, 6, 7, 8, 11, 15)
- Craig Nunenmacher - trummor
- John Tempesta - trummor (spår 14)
- Zakk Wylde - sång, gitarr, bas, piano, producent, illustrationer